# باري وليامز (محرر)
باري وليامز (بالإنجليزية: Barry Williams)‏ هو محرر أسترالي، ولد في 10 نوفمبر 1938، وتوفي في 20 يناير 2018.